# Вайнштейн, Исаак Аронович
Исаак Аронович Вайнштейн — (3 марта 1917, Минск, Российская империя — 2008, Израиль) — математик, доцент кафедры математического анализа механико-математического факультета (1947—2001), участник Великой Отечественной войны, заслуженный преподаватель Московского университета (1998).
Область научных интересов: общая топология, математический анализ, номография.

## Биография
Родился 3 марта 1917 года в Минске. Отец — Арон Исаакович Вайнштейн (23 ноября 1877, Вильно — 12 марта 1938, Москва) — социал-демократ, активный деятель Бунда. Мать — Гитта Яковлевна Вайнштейн (ум. в 1917 году в Минске).
В 1940 году — окончил механико-математический факультет МГУ.
26 июня 1941 года призван в Красную армию. 2 августа 1941 года был тяжело ранен. В 1942 году — демобилизован.
В 1946 году — кандидат физико-математических наук, тема кандидатской диссертации «О замкнутых отображениях метрических пространств». В 1998 году — заслуженный преподаватель Московского государственного университета им. М. В. Ломоносова. Читал курс «Математический анализ».

## Ранение
Призван в Красную армию 26 июня 1941 году. После прохождения военной подготовки на механико-математическом факультете направлен штурманом самолёта У-2 в 200-ю отдельную авиаэскадрилью связи на аэродром под Киевом. 2 августа 1941 году был тяжело ранен. Демобилизован в 1942 г.
Первого августа 1941 года экипаж самолёта У-2, на котором летал Исаак Аронович Вайнштейн, справился с трудным заданием. Они развезли три важных пакета в три штаба авиационных частей, связь с которыми была очень затруднена. Дважды они подвергались обстрелу гитлеровскими истребителями, но задание оказалось выполненным, хотя в корпусе самолёта были пробоины от вражеских пуль. Следующее утро оказалось роковым для Исаака Ароновича. Внезапно началась бомбардировка аэродрома. Экипажам негде было укрыться. Исаак Аронович получил тяжелое ранение, в результате которого лишился обеих ног. Теряя сознание, он сказал: «В планшетке пакеты для частей. Отдайте их обратно в штаб». А далее санитарные поезда и госпитали. Последний госпиталь в Куйбышеве.
В этом госпитале работала молоденькая санитарка, ухаживавшая за Исааком Ароновичем. Она стала его женой.

## Награды
- Орден Отечественной войны I ст.
- Орден Отечественной войны II ст.
- Медаль «За победу над Германией в Великой Отечественной войне 1941—1945 гг.».